# Selección de fútbol americano de Costa Rica
El 30 de julio de 2000 un combinado nacional enfrentó a la Selección nacional de fútbol americano de Panamá. Costa Rica debutó así en juegos internacionales de fútbol americano, en el estadio Ricardo Saprissa y con victoria. Costarricenses apoyados por extranjeros se impusieron en esa primera experiencia, 8-6. Luego de la primera temporada de la Liga de fútbol americano de Costa Rica, organizada por la Federación Costarricense de Fútbol Americano (FCFA), que finalizó el 13 de junio de 2009, los mejores jugadores del campeonato fueron elegidos para integrar la Selección Nacional 

## Palmarés
Copa Mundial de Fútbol Americano
- 1999 : No participó
- 2003 : No participó
- 2007 : No participó

Campeonato Global Juvenil de la NFL
- 2000 :  No participó
- 2001 :  No participó
- 2002 :  No participó
- 2003 :  No participó
- 2004 :  No participó
- 2005 :  No participó
- 2006 :  No participó
- 2007 :  No participó